# KNTV (미국의 방송사)
KNTV는 NBC가 소유하고 운영하는 지역 방송국이다. 샌프란시스코 베이 에어리어 지역에서 방송한다.